# Miloš Kováčik
Miloš (Miloslav) Kováčik (20. března 1949 Stakčín – 26. prosince 2022) byl australský mistr bojových umění (5. Dan JFA) českého původu a bývalý reprezentant Československa v zápasu judo. Od roku 1980 žijící v Austrálii.

## Sportovní kariéra
Rodák z východního Slovenska z obce Stakčín začínal s judem ve 13 letech v Ostravě pod vedením Jaroslava Huebera a v ostravském Baníku později pokračoval pod vedením Petra Stankoviče. Do československé reprezentace se dostal koncem šedesátých let dvacátého století během základní vojenské služby v banskobystrické Dukle. O pozici reprezentační jedničky v těžké váze soupeřil s Vladimírem Novákem. V roce 1976 byl v širší nominaci pro olympijské hry v Montréalu.
V roce 1980 po dovolené v Jugoslávii imigroval přes Rakousko do Sydney v Austrálii. Od roku 1990 žije na Tasmanii nedaleko Hobartu.

### Výsledky
| Turnaj             | 1970 | 1971 | 1972 | 1973 | 1974 | 1975 | 1976 |
| Turnaj             | 21   | 22   | 23   | 24   | 25   | 26   | 27   |
| Turnaj             | –93  | –93  | –93  | +93  | +93  | +93  | +93  |
| ------------------ | ---- | ---- | ---- | ---- | ---- | ---- | ---- |
| Olympijské hry     |      |      | —    |      |      |      | —    |
| Mistrovství světa  |      | —    |      | úč.  |      | úč.  |      |
| Mistrovství Evropy | úč.  | —    | —    | úč.  | —    | —    | úč.  |

## Trenérská kariéra
Trenérské práci se věnoval od roku 1977. V roce 1997 obdržel v Austrálii mistrovský technický stupeň 5. Dan. Od roku 1999 působil jako hlavní trenér australské juniorské reprezentace. Později připravoval australský ženský judistický tým. Byl osobním trenérem původem slovenského judisty Semira Pepice, kterého připravil na olympijské hry v Athénách v roce 2004. Do roku 2012 pracoval aktivně jako trenér juda na University of Tasmania. Od roku 2013 působil jako trenér dětí v klubu Ichiban.